# Associazione Calcio Legnano 2000-2001
Questa pagina raccoglie le informazioni riguardanti l'Associazione Calcio Legnano nelle competizioni ufficiali della stagione 2000-2001.

## Stagione
L'arresto del presidente Mauro Rusignuolo al termine della stagione precedente è un vero e proprio terremoto che getta il Legnano e la tifoseria lilla nel panico. Per la società, che è estranea alla vicenda, è un grande problema anche l'iscrizione al campionato di Serie C2, questione poi superata grazie al notevole sforzo economico effettuato dalla dirigenza, che versa di tasca propria alla Lega Calcio di Serie C i 400 milioni di lire necessari per la fideiussione.
I dirigenti fanno un ulteriore sforzo economico per trattenere i giocatori migliori e per allestire una squadra che deve puntare, data la situazione, solo alla salvezza. Viene ceduto l'attaccante Giuseppe Pingitore, mentre sul fronte acquisti arrivano in lilla il centrocampista Marcello Koffi Teya e l'attaccante Riccardo Galbusera. A metà stagione Mauro Rusignuolo, risolti parzialmente i guai giudiziari, torna a presiedere la società.
Nella stagione 2000-2001 il Legnano disputa il girone A della Serie C2, totalizzando 40 punti in classifica. Dopo aver sfiorato la salvezza diretta, deve disputare il play-out contro il Moncalieri, che viene superato grazie ad un doppio pareggio per 0-0 ed alla migliore classifica dei Lilla al termine della stagione regolare. Il torneo viene poi vinto con 69 punti dal Padova, che ottiene la promozione diretta in Serie C1, mentre l'altra promossa fu la Triestina, che vince invece i play-off. Il Legnano, in questo campionato, parte molto bene e raggiunge momentaneamente il terzo posto in classifica; da novembre la squadra conosce però una fase di involuzione, che non viene superata neppure dall'innesto del centrocampista francese Stephan Lerda e che porta i Lilla in zona retrocessione. A causa di questi risultati, l'allenatore Roberto Bacchin è esonerato dopo la sconfitta casalinga con il Mestre venendo sostituito da Carlo Muraro; Muraro, a sua volta, si dimette dopo il pareggio alla 27ª giornata con il Moncalieri e viene sostituito da Ernestino Ramella. Invece, in Coppa Italia Serie C, il Legnano, dopo essere giunto primo nel girone B, è eliminato ai sedicesimi di finale dal Varese.

## Divise e sponsor
| Casa |

## Organigramma societario
Area direttiva
- Presidente: Mauro Rusignuolo
- Direttore sportivo: Gigi Cappelletti

Area tecnica
- Allenatore: Roberto Bacchin, a seguire Carlo Muraro, poi Ernestino Ramella

## Rosa
| N. |                   | Ruolo | Calciatore           |
| -- | ----------------- | ----- | -------------------- |
|    | Italia (bandiera) | A     | Fabio Angeretti      |
|    | Italia (bandiera) | D     | Gianluca Bestetti    |
|    | Italia (bandiera) | A     | Lorenzo Buzzetti     |
|    | Italia (bandiera) | A     | Francesco Cardamone  |
|    | Italia (bandiera) | C     | Maurizio Franchi     |
|    | Italia (bandiera) | A     | Riccardo Galbusera   |
|    | Italia (bandiera) | C     | Michele Garegnani    |
|    | Italia (bandiera) | D     | Alberto Gruttadauria |
|    | Italia (bandiera) | C     | Luigi Iaderosa       |
|    | Italia (bandiera) | C     | Marcello Koffi Teya  |
|    | Italia (bandiera) | C     | Luca Landonio        |

| N. |                    | Ruolo | Calciatore        |
| -- | ------------------ | ----- | ----------------- |
|    | Francia (bandiera) | C     | Stephan Lerda     |
|    | Italia (bandiera)  | P     | Fabio Lico        |
|    | Italia (bandiera)  | C     | Giovanni Livieri  |
|    | Italia (bandiera)  | D     | Maurizio Lizzani  |
|    | Italia (bandiera)  | C     | Marco Mallus      |
|    | Italia (bandiera)  | D     | Cristian Marcat   |
|    | Italia (bandiera)  | C     | Valerio Mazzucato |
|    | Italia (bandiera)  | P     | Roberto Pavesi    |
|    | Italia (bandiera)  | D     | Enrico Sala       |
|    | Italia (bandiera)  | D     | Sandro Schenone   |
|    | Italia (bandiera)  | A     | Giovanni Spinelli |

## Risultati

### Campionato

#### Girone di andata
| Fiorenzuola d'Arda 3 settembre 2000 1ª giornata | Fiorenzuola        | 0 – 0 | Legnano | Stadio Comunale\| Arbitro: \| Barbalich (Pesaro) \| |
| Arbitro:                                        | Barbalich (Pesaro) |       |         |                                                     |

| Arbitro: | P. Rocchi (Orvieto) |

|             |           |  |
| Livieri 71’ | Marcatori |  |

| Arbitro: | G. Rocchi (Firenze) |

|                                 |           |           |
| Polesel 16’ (rig.) Visentin 32’ | Marcatori | 5’ Marcat |

| Arbitro: | Evangelista (Avellino) |

|                                       |           |               |
| Livieri 16’ Angeretti 42’ E. Sala 89’ | Marcatori | 87’ Giulietti |

| Arbitro: | Ardito (Bari) |

|                           |           |                          |
| Zalla 35’, 67’ Melara 79’ | Marcatori | 37’ Marcat 50’ Angeretti |

| Arbitro: | Niccolai (Livorno) |

|                                |           |  |
| Gruttadauria 30’ Cardamone 37’ | Marcatori |  |

| Arbitro: | Ferraro (Crotone) |

|             |           |            |
| Merloni 50’ | Marcatori | 76’ Marcat |

| Arbitro: | P.C. Rossi (Forlì) |

|               |           |           |
| Angeretti 90’ | Marcatori | 21’ Dossi |

| Arbitro: | Amato (Castellammare di Stabia) |

|                                       |           |  |
| Sinigallia 4’, 53’, 68’ Locatelli 13’ | Marcatori |  |

| Arbitro: | P. Rocchi (Orvieto) |

|                               |           |  |
| Cardamone 49’ Galbusera 90+4’ | Marcatori |  |

| Arbitro: | Di Renzo (Ostia Lido) |

|            |           |  |
| Cantoni 4’ | Marcatori |  |

| Arbitro: | Brighi (Cesena) |

|            |           |                                    |
| Marcat 31’ | Marcatori | 60’ Passariello 67’, 88’ Mirabelli |

| Arbitro: | Torella (Roma) |

|              |           |  |
| Pistella 72’ | Marcatori |  |

| Arbitro: | Siragusa (Acireale) |

|             |           |                      |
| Livieri 58’ | Marcatori | 37’ Nardi 72’ Maiolo |

| Arbitro: | Finazzi (Torino) |

|               |           |  |
| Angeretti 32’ | Marcatori |  |

| Arbitro: | Lops (Torino) |

|              |           |  |
| Graziani 78’ | Marcatori |  |

| Arbitro: | Bianchi (Lucca) |

|                 |           |                     |
| Grattaduria 62’ | Marcatori | 63’ Motta 70’ Galli |

#### Girone di ritorno
| Arbitro: | Liberti (Genova) |

|              |           |           |
| Buzzetti 86’ | Marcatori | 59’ Medda |

| San Donà di Piave 21 gennaio 2001 19ª giornata | San Donà           | 0 – 0 | Legnano | Stadio Verino Zanutto\| Arbitro: \| Semeraro (Taranto) \| |
| Arbitro:                                       | Semeraro (Taranto) |       |         |                                                           |

| Arbitro: | Benedetto (Messina) |

|  |           |             |
|  | Marcatori | 87’ Maniero |

| Arbitro: | Squillace (Catanzaro) |

|                                            |           |                                     |
| Porfido 16’ (rig.) Dato 39’ Ferraresso 80’ | Marcatori | 35’ Grattuaduria 41’ (rig.) Livieri |

| Legnano 11 febbraio 2001 22ª giornata | Legnano             | 0 – 0 | Cremonese | Stadio Giovanni Mari\| Arbitro: \| Lombardi (Lanciano) \| |
| Arbitro:                              | Lombardi (Lanciano) |       |           |                                                           |

| Trieste 18 febbraio 2001 23ª giornata | Triestina         | 0 – 0 | Legnano | Stadio Nereo Rocco\| Arbitro: \| Ferraro (Crotone) \| |
| Arbitro:                              | Ferraro (Crotone) |       |         |                                                       |

| Legnano 25 febbraio 2001 24ª giornata | Legnano          | 0 – 0 | Padova | Stadio Giovanni Mari\| Arbitro: \| Rubino (Salerno) \| |
| Arbitro:                              | Rubino (Salerno) |       |        |                                                        |

| Arbitro: | Saveri (Viterbo) |

|                         |           |  |
| Bertoni 30’ Bellemo 65’ | Marcatori |  |

| Arbitro: | P.C. Rossi (Forlì) |

|                    |           |  |
| E. Sala 17’ (rig.) | Marcatori |  |

| 25 marzo 2001 27ª giornata | Moncalieri          | 0 – 0 | Legnano | Stadio Comunale\| Arbitro: \| Cavallaro (Legnago) \| |
| Arbitro:                   | Cavallaro (Legnago) |       |         |                                                      |

| Arbitro: | Giordano (Caltanissetta) |

|                           |           |  |
| Cardamone 2’ Buzzetti 84’ | Marcatori |  |

| Arbitro: | Herberg (Messina) |

|                               |           |                |
| Mirabelli 31’ (rig.) Turi 86’ | Marcatori | 90+2’ Buzzetti |

| Arbitro: | P. Rocchi (Orvieto) |

|           |           |            |
| Lerda 27’ | Marcatori | 68’ Brizzi |

| Arbitro: | Lops (Torino) |

|  |           |                        |
|  | Marcatori | 41’, 56’, 66’ Buzzetti |

| Arbitro: | Battistella (Conegliano) |

|                      |           |  |
| Zubin 9’ Abate 90+4’ | Marcatori |  |

| Arbitro: | Ardito (Bari) |

|                        |           |               |
| Lerda 65’ Buzzetti 88’ | Marcatori | 46’ Antonioli |

| Arbitro: | Ioseffi (Siena) |

|  |           |           |
|  | Marcatori | 78’ Lerda |

#### Play-out
| Moncalieri 27 maggio 2001 Andata | Moncalieri           | 0 – 0 | Legnano | Stadio Comunale\| Arbitro: \| Nicoletti (Macerata) \| |
| Arbitro:                         | Nicoletti (Macerata) |       |         |                                                       |

| Legnano 3 giugno 2001 Ritorno | Legnano             | 0 – 0 | Moncalieri | Stadio Giovanni Mari\| Arbitro: \| D'Aguanno (Marsala) \| |
| Arbitro:                      | D'Aguanno (Marsala) |       |            |                                                           |

### Coppa Italia Serie C

#### Girone B
| Busto Arsizio 17 agosto 2000 1ª giornata | Pro Patria          | 0 – 0 | Legnano | Stadio Carlo Speroni\| Arbitro: \| Cavallaro (Legnago) \| |
| Arbitro:                                 | Cavallaro (Legnago) |       |         |                                                           |

| 20 agosto 2000 2ª giornata |  | – Turno di riposo Legnano |  |  |

| Arbitro: | Liberti (Genova) |

|                          |           |  |
| Buzzetti 47’ E. Sala 88’ | Marcatori |  |

| Arbitro: | M. Mazzoleni (Bergamo) |

|  |           |             |
|  | Marcatori | 40’ Livieri |

| Arbitro: | Santoro (Domodossola) |

|                          |           |                        |
| Landonio 36’ E. Sala 44’ | Marcatori | . 70’ (rig.) Carruezzo |

#### Sedicesimi di finale
| Arbitro: | Marchesi (Bergamo) |

|                                  |           |                      |
| Fava Passaro 37’, 39’ Foglia 64’ | Marcatori | 35’ (rig.) Galbusera |

| Arbitro: | Giachero (Pinerolo) |

|              |           |                                     |
| Buzzetti 74’ | Marcatori | 47’ Fava Passaro 50’, 59’ Cavicchia |

## Statistiche

### Statistiche di squadra
| Competizione         | Punti | Totale | Totale | Totale | Totale | Totale | Totale | DR |
| Competizione         | Punti | G      | V      | N      | P      | Gf     | Gs     | DR |
| -------------------- | ----- | ------ | ------ | ------ | ------ | ------ | ------ | -- |
| Serie C2             | 40    | 34     | 10     | 10     | 14     | 31     | 35     | -4 |
| Coppa Italia Serie C | 10    | 4      | 3      | 1      | 0      | 5      | 1      | +4 |

### Statistiche dei giocatori
| Giocatore       | Serie C2 | Serie C2 |
| Giocatore       | Presenze | Reti     |
| --------------- | -------- | -------- |
| F. Angeretti    | 25       | 4        |
| G. Bestetti     | 26       | 0        |
| L. Buzzetti     | 28       | 7        |
| F. Cardamone    | 35       | 3        |
| M. Franchi      | 22       | 0        |
| R. Galbusera    | 26       | 1        |
| M. Garegnani    | 25       | 0        |
| A. Gruttadauria | 33       | 3        |
| L. Iaderosa     | 3        | 0        |
| M. Koffi Teya   | 27       | 0        |
| L. Landonio     | 34       | 0        |
| S. Lerda        | 14       | 3        |
| F. Lico         | 14       | 0        |
| G. Livieri      | 28       | 4        |
| M. Lizzani      | 19       | 0        |
| M. Mallus       | 12       | 0        |
| C. Marcat       | 32       | 4        |
| V. Mazzucato    | 2        | 0        |
| R. Pavesi       | 22       | 0        |
| E. Sala         | 32       | 2        |
| S. Schenone     | 22       | 0        |
| G. Spinelli     | 10       | 0        |